# Gle Cahayabuleuen
Gle Cahayabuleuen är en kulle i Indonesien.   Den ligger i provinsen Aceh, i den västra delen av landet, 1 800 km nordväst om huvudstaden Jakarta. Toppen på Gle Cahayabuleuen är 665 meter över havet.
Terrängen runt Gle Cahayabuleuen är varierad.Runt Gle Cahayabuleuen är det glesbefolkat, med 16 invånare per kvadratkilometer. I omgivningarna runt Gle Cahayabuleuen växer i huvudsak städsegrön lövskog.